# Dany Saadia
Dany Saadia (CDMX, 19 setembre de 1973) és un productor de podcasts, cineasta, guionista, matemàtic i empresari mexicà, guanyador del premi al millor director del XI Festival de Màlaga i els premis a la millor pel·lícula i el millor actor sota la seva direcció a la XXIX Mostra de València. A 2024 és el director general de la productora de podcasts Dixo, la més antiga i rellevant de Mèxic.

## Biografia
Dany Robert Saadia Mizrahi va néixer a la CDMX, fill de ciutadans francesos que es van mudar a Mèxic després de la Segona Guerra Mundial. Parla espanyol, francès i anglès correctament; pot mantenir una conversa en portuguès i àrab.
Després d'estudiar en el Liceu Franco Mexicà, Saadia va ingressar a l'Universitat de Stony Brook (Long Island, Nova York) i es va llicenciar en Matemàtiques amb un minor en Antropologia i un altre en francès. Després de graduar-se, va tornar a Mèxic per estudiar direcció teatral al Centre d'Art Dramàtic AC (CADAC) amb Héctor Azar. Després de completar un programa de dos anys va tornar als Estats Units, on va estudiar cinematografia amb Gael García a l'Escola de Cinema de Nova York.

## Carrera

### Empresari interactiu
El 1996 Saadia va fundar Interfaz 401 amb Eric Descombes, Rafael Jiménez i Geraldina Jimenez. Interfaz 401 era una agència interactiva que van vendre a WPP el 1999 per una xifra no publicada i va acabar convertint-se en Ogilvy Interactive Mèxic.

### Carrera cinematogràfica

#### Génesis 03:19
El 2003, Saadia va escriure i dirigir Génesis 3:19 (Gènesi 3:19), un curtmetratge que es va estrenar internacionalment al Festival de TriBeCa de 2004. Génesis 3:19 va guanyar el premi al millor guió al Festival Internacional de Rhode Island i al millor curtmetratge al Festival de Cinema d'Austin (Texas). Va arribar a estar a la llista final per a les nominacions dels Oscar de 2006.

#### 3:19 Nada es casualidad
El 2006, va escriure i dirigir el seu primer llargmetratge: 3:19 Nada es casualidad (3:19 Res És Casualitat), una coproducció hispano-mexicana. La filmació es va realitzar a València (Països Catalans), protagonitzada pels actors Miguel Ángel Silvestre, Félix Gómez, Juan Díaz, Bárbara Goenaga i Diana Bracho. Robin Guthrie va compondre la banda sonora. Va ser editada per Iván Aledo.
3:19 Nada es casualidad es va estrenar al Festival Internacional de cinema de Santa Bàrbara de 2008. Va atreure crítiques positives de la revista Variety. En el mateix 2008 va guanyar el premi al millor director del XI Festival de Màlaga i els premis a la millor pel·lícula i el millor actor (per Miguel Ángel Silvestre) a la XXIX Mostra de València. La pel·lícula es va distribuir a Espanya, Mèxic i altres països.

#### Faust Arp
El 2008, Saadia va participar en el concurs AniBOOM In Rainbows, que va seleccionar un videoclip animat per Radiohead. El seu videoclip Faust Arp va ser un dels finalistes de l'In Rainbows Animated Music Video Contest.

## Producció de podcasts
El 2005 Saadia va fundar Dixo, la primera xarxa de podcasts a Mèxic, que ha arribat a ser la més rellevant. El 2007 Dixo va entrar en una aliança amb Prodigy / MSN —una joint venture de Microsoft i Telmex— per a la distribució comercial del seu catàleg i la venda dels seus continguts. A 2024 Dixo és una productora que genera la seva pròpia propietat intel·lectual.

## Filmografia
| Guionista / Director | Guionista / Director    | Guionista / Director |
| Any                  | Pel·lícula              | Notes                |
| -------------------- | ----------------------- | -------------------- |
| 2004                 | "Génesis 3:19"          | Curtmetratge         |
| 2005                 | "The Perfect Date"      | Curtmetratge         |
| 2006                 | 3:19 Nada Es Casualidad | Llargmetratge        |

## Recepció
En comparar 3:19 Nada es casualidad amb l'obra prèvia de Saadia, el crític Robert Koehler va escriure en Variety:
| « | Sadia ha construït la seva pel·lícula sobre la base del seu curtmetratge de 2004, Gènesi 3:19, però el resultat pot estar massa elaborat. […] L'elenc de Saadia, ple de joves actors espanyols (molts, directament sortits de les escoles ibèriques), afegeix una lleugeresa de l'ésser a una pel·lícula que té massa ganes de llançar idees a l'espectador. [No obstant això], la qualitat de la producció afegeix un considerable atractiu a aquest espectacle cerebral, engalanat amb la banda sonora de Robin Guthrie dels Cocteau Twins. | » |

### Premis i nominacions
- Festival Internacional de Rhode Island de 2004 : millor guió per Génesis 3:19.
- Festival de Cinema d'Austin de 2004: millor curtmetratge narratiu per Génesis 3:19.
- El 2006, Génesis 3:19 va arribar a la llista final per als Premis Oscar en la categoria de Millor Curtmetratge de Ficció.
- Festival de Màlaga 2008: millor director per 3:19 Nada es casualidad.
- Mostra de València de 2008: millor llargmetratge per 3:19 Nada es casualidad.
- Mostra de València de 2008: millor actor, per a Miguel Ángel Silvestre, amb 3:19 Nada es casualidad.